# سرود برابری
سرود تغییر برای برابری که همچنین به سرود برابری نیز معروف است، سرودی فمینیستی به زبان فارسی است. سرود برابری، خاستگاه برابری‌خواهی حقوق اجتماعی زنان و از سرودهای مرتبط با جنبش زنان در ایران است. از اجرای این سرود سه روایت در دست است.

## متن سرود
«جوانه می‌زنم

به رویِ زخمِ بر تنم

فقط به حکم بودنم

که من زنم، زنم، زنم

چو هم‌ صدا شویم و

پابه‌پایِ هم رویم و

دست به دستِ هم دهیم و

از ستم رها شویم
جهانِ دیگری

بسازیم از برابری

به هم‌دلی و خواهری

جهانِ شاد و بهتری

نه سنگ و سارها

نه پایِ چوبِ دارها

نه گریه‌هایِ بارها

نه ننگ و عار ها

جهانِ دیگری

بسازیم از برابری

به هم‌دلی و خواهری

جهانِ شاد و بهتری»